# Ley de uso y enseñanza del valenciano

Distribución de los municipios de predominio lingüístico oficial valenciano (verde oscuro) y castellano (verde claro), según la Ley de uso y enseñanza del valenciano.

La Ley de uso y enseñanza del valenciano (Ley 4/1983, de 23 de noviembre, de uso y enseñanza del valenciano) es una ley en vigor, publicada el 23 de noviembre de 1983, promovida por el entonces gobierno socialista de la Generalidad Valenciana, presidido por Joan Lerma, y aprobada por las Cortes, que regula los derechos de los ciudadanos a utilizar el valenciano y la obligación de las instituciones a hacer que estos derechos se cumplan.
Al existir zonas consideradas como tradicionalmente de habla castellana, existen municipios y comarcas de predominio lingüístico oficial valenciano y municipios y comarcas de predominio lingüístico castellano. El Título V de la ley incluye una lista de los municipios de cada predominio. El preámbulo de la ley establece que para la confección del listado se han utilizado los mapas y relaciones determinados por el Instituto de Filología Valenciana de la Universidad de Valencia y de la Universidad de Alicante, sin precisar las referencias de dichos trabajos ni los criterios utilizados por las universidades.
A lo largo de los años diversas entidades culturales, políticas o sindicales, han expresado su protesta al considerar la Ley de Uso incumplida por los organismos públicos en algunos aspectos determinados.